# Цитогенетика

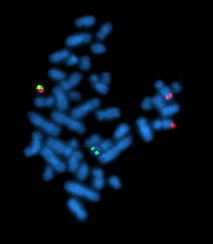
Использование метода FISH для детекции филадельфийской хромосомы

Цитогене́тика (от греч. κύτος — «клетка» и γενητως — «происходящий от кого-то») — раздел генетики, изучающий закономерности наследственности во взаимосвязи со строением и функциями органоидов, в особенности хромосом. Методы цитогенетики включают в себя анализ G-бэндинга, флуоресцентную гибридизацию in situ (англ. FISH), сравнительную геномную гибридизацию (англ. CGH) и др. Часто задачей цитогенетического анализа является определение патологического кариотипа.